# Пивень, Пётр Степанович
Пётр Степанович Пивень (1919—1980) — капитан Рабоче-крестьянской Красной Армии, участник Великой Отечественной войны, Герой Советского Союза (1944).

## Биография
Пётр Пивень родился 4 января 1919 года в селе Веселоярск (ныне — Рубцовский район Алтайского края). После окончания четырёх классов школы работал трактористом. В 1940 году Пивень был призван на службу в Рабоче-крестьянскую Красную Армию. С августа 1941 года — на фронтах Великой Отечественной войны.
К сентябрю 1943 года гвардии лейтенант Пётр Пивень командовал пулемётным взводом 32-го гвардейского стрелкового полка 12-й гвардейской стрелковой дивизии 61-й армии Центрального фронта. Отличился во время битвы за Днепр. В ночь с 28 на 29 сентября 1943 года взвод Пивня одним из первых переправился через Днепр в районе деревни Глушец Лоевского района Гомельской области Белорусской ССР и принял активное участие в боях за захват и удержание плацдарма на его западном берегу, отразив все немецкие контратаки и продержавшись до переправы основных сил.
Указом Президиума Верховного Совета СССР «О присвоении звания Героя Советского Союза генералам, офицерскому, сержантскому и рядовому составу Красной Армии» от 15 января 1944 года за «образцовое выполнение боевых заданий командования по форсированию реки Днепр и проявленные при этом мужество и героизм» гвардии лейтенант Пётр Пивень был удостоен высокого звания Героя Советского Союза с вручением ордена Ленина и медали «Золотая Звезда» за номером 2958.
После окончания войны в звании капитана Пивень был уволен в запас. Проживал и работал в родном селе. Умер 9 января 1980 года.
Был также награждён орденом Красной Звезды и рядом медалей.